# Truands
Pour plus de détails, voir Fiche technique et Distribution.
Truands est un film français réalisé par Frédéric Schoendoerffer, tourné en 2006 et sorti en 2007, sur le grand banditisme parisien des années 2000.

## Synopsis
Paris, de nos jours, dans le milieu du grand banditisme.
Claude Corti, cinquante-deux-ans, est l'un des rares hommes de pouvoir du métier. Proxénétisme, trafic de stupéfiants, faux billets, voitures, rackets, braquages, il sait tout ce qui se passe dans sa zone d'influence et prend une commission sur tout. Seule la violence lui permet de survivre.
Franck, 30 ans, est proche de Corti mais tient à son indépendance. Intelligent et efficace, Claude a confiance en lui. Parallèlement, la bande de Hicham et Larbi prend de plus en plus d'ampleur et commence à empiéter sur l'empire de Corti.
Mais lorsque Corti est condamné à trois ans de prison, le fragile équilibre qu'il a créé vacille et certains parmi ses proches entendent profiter de la situation...

## Fiche technique
- Réalisation : Frédéric Schoendoerffer
- Scénario : Frédéric Schoendoerffer et Yann Brion
- production : Frédéric Schoendoerffer et Eric Névé
- Sociétés de production : Carcharodon, La Chauve-Souris et Studiocanal, en association avec Cofinova 2
- Musique : Bruno Coulais et Marianne Faithfull
- Photographie : Jean-Pierre Sauvaire
- Effets Spéciaux : Marc Guff (Les Versaillais)
- Distributeur (France) : Mars Distribution
- Distributeur international : TF1 International
- Budget : 4 millions €
- Box-Office : 304 615 entrées[1]
- Format : couleur - 2,35:1 - son Dolby - 35 mm
- Genre : thriller et film de gangsters
- Durée : 107 minutes
- Date de sortie : France : 17 janvier 2007
- Interdit en France aux moins de 16 ans.

## Distribution
- Benoît Magimel : Frank
- Philippe Caubère : Claude Corti
- Béatrice Dalle : Béa
- Olivier Marchal : Jean-Guy
- Mehdi Nebbou : Hicham
- Tomer Sisley : Larbi
- Anne Marivin : Laure
- Alain Figlarz : Mourad
- Clément Thomas : Kunsmann
- Ludovic Schoendoerffer : Ricky
- Bruno Lopez : Jean-Mi
- Cyril Lecomte : Simon
- André Peron : Ramun
- Ichem Saïbi : Johnny
- Christophe Maratier : Marco
- Nicky Marbot : Jacky
- Olivier Barthélémy : le chauffeur
- Stefan Godin : Yvon
- Oksana : Dany (prostituée dans la boite de nuit)
- Fani Kolarova
- Dominique Bettenfeld : le détenu

## Production
Pour rendre compte le mieux possible de la réalité de ce milieu, Frédéric Schoendoerffer s'est énormément documenté : « Avec Yann Brion, mon coscénariste, on s'est plongé dans tout ce qui existe sur le grand banditisme. Cela va de la lecture du Parisien où vous avez deux pages de faits divers passionnants, en passant par les mémoires d'anciens voyous ou d'anciens flics qui les ont traqués. J'ai fait certaines rencontres aussi... Mon ambition était de faire Microcosmos : Le Peuple de l'herbe chez les voyous pour permettre au spectateur d'approcher au plus près ce monde impénétrable, secret, dangereux. J'ai voulu développer une intrigue shakespearienne en la situant dans ce milieu avec la plus grande véracité. Dans cette histoire d'un chef de bande du grand banditisme à Paris trahi par le type en qui il avait le plus confiance, je pourrais dire, humblement, que Philippe Caubère tient le rôle de Jules César, et Benoît Magimel celui de Brutus ! »
Schoendoerffer s'est inspiré de l'histoire de Claude Genova, un « parrain » parisien assassiné porte Maillot dans les années 1990, : 
- même prénom ;
- même façon de torturer ses ennemis, avec l'utilisation de perceuses dans les articulations ;
- même univers mêlant Arabes et Manouches qui se terminera par une trahison ;
- même mort : assassiné au fusil à pompe, dans le dos, par deux truands, pendant une permission de sortie de prison, en compagnie de sa femme.

## Lieux de tournage
- La scène de l'échange entre trafiquants de drogue a été tournée sur le parking du magasin Carrefour d'Athis-Mons en bordure des pistes d'Orly dans l'Essonne[5].
- Les scènes du film se déroulant en boîte de nuit ont pour la plupart été tournées devant et dans le club appelé 4e dimension situé rue d'Artois à Paris 8e et qui est en fait un club de strip-tease (bar à hôtesses). Dans le film, le rôle du portier de la boîte est tenu par le vrai portier de cet établissement.
- La scène finale où Frank est dans un pays africain est tournée à Dakar au Sénégal[5].

## Autour du film
- Film noir, dans la lignée d'Agents secrets (2004), précédent film du réalisateur. L'espionnage laissant cette fois la place au grand banditisme.
- Ludovic Schoendoerffer, qui joue Ricky, est le frère du réalisateur.
- Dans une scène, Benoît Magimel regarde la 317e Section (1965), film de Pierre Schoendoerffer, père du réalisateur.